# Theater an der Wien
48°11′57″N 16°21′49″Ø / 48.19917°N 16.36361°Ø
Theater an der Wien er et historisk teater i Wiens 6. bydel, Mariahilf. 
Teateret blev opført i empirestil og åbnede 13. juni 1801. Det blev skabt af den tyske sanger, dramatiker, impresario m.m. Emanuel Schikaneder, også kendt som en af Mozarts librettoforfattere. 
Navnet kommer af beliggenheden ved floden Wien. 
I teatrets tidlige historie var det ikke mindst populært hos Ludwig van Beethoven, som i en periode boede i en af teatrets boliger, ligesom en række af hans symfonier blev havde premiere her, deriblandt 2. symfoni (5. april 1803), 3. symfoni (7. april 1805) samt 5. symfoni og 6. symfoni (som indgik i en fælles premiere 22. december 1808)